# ۱۳۴۱ (قمری)
۱۳۴۱ (قمری)، هزار و سیصد و چهل و یکمین سال در گاهشماری هجری قمری است. اول محرم این سال برابر با بیست و چهارم اوت سال ۱۹۲۲ میلادی است.

## زادگان
- ابراهیم سامرایی
- سید تقی طباطبایی قمی
- عدنان پاچه‌چی

## درگذشتگان
- محمود شکری آلوسی